# Римские каникулы
«Римские каникулы» (англ. Roman Holiday) — американская романтическая комедия с элементами мелодрамы 1953 года. Фильм снят по литературному сценарию Далтона Трамбо, режиссёр и продюсер Уильям Уайлер. В главной мужской роли Грегори Пек, в главной женской роли Одри Хепбёрн (первая значительная роль Хепбёрн, которая принесла актрисе премию «Оскар»).
На церемонии 1954 года была вручена и премия «Оскар» за лучший литературный первоисточник. Так как Далтон Трамбо за «симпатии к коммунизму» и «неуважение к Конгрессу» (отказ свидетельствовать против коллег) отсидел год в тюрьме, а затем был включён в «Чёрный список Голливуда», он работал инкогнито: его имя нигде не называлось и отсутствовало в титрах, вместо него автором сценария был заявлен Ян Маклеллан Хантер, которому и вручили премию. Лишь в 1993 году награда была официально вручена вдове Трамбо: сам Трамбо умер в 1976 году. Лишь в декабре 2011 года Гильдия сценаристов США решилась окончательно закрыть эту историю эпохи маккартизма: в официальные описания фильма и в титры восстановленных версий было внесено имя Далтона Трамбо как автора литературного сценария, он же был добавлен к Яну Хантеру и Джону Дайтону как соавтор режиссёрского сценария.
С момента выхода фильм не раз номинировался и награждался престижными кинематографическими наградами. В 1999 году «Римские каникулы» внесены в американский Национальный реестр фильмов, «имеющих особое культурное, историческое или эстетическое значение».

## Сюжет
Анна — юная принцесса неназванного европейского государства, которая прибывает в Рим в рамках своего широко разрекламированного дипломатического тура по странам Европы. Время её расписано по минутам, а титул предполагает строгое следование этикету и тяготящие её длинные церемонии. На официальном балу она принимает первых лиц Италии и послов других стран, а после приёма — зная, что завтрашний день тоже будет представлять собой череду официальных визитов и пресс-конференций — срывается, не в силах более выносить груз королевских обязанностей, которые ограничивают её свободу. Чтобы остановить её истерику, придворный врач делает Анне укол нового снотворного и седативного средства, уверяя, что ей это наверняка поможет.
Принцесса, однако, сразу после ухода врача тайком покидает посольство. Попав в центр Рима, принцесса гуляет — впервые оказавшись одна, без сопровождения — и упивается новым ощущением свободы. Вскоре под воздействием укола её начинает неодолимо клонить в сон, и она засыпает на парапете на улице. Там хорошо и чисто одетую девушку, цитирующую в полудрёме стихи, и находит случайный прохожий, репортёр новостного агентства «American News Service» Джо Брэдли. Заинтересовавшись таким необычным зрелищем и узнав, что у неё нет денег на такси, он решает помочь девушке, ловит машину и спрашивает у Анны её адрес. Сквозь сон она отвечает, что живёт в Колизее, и, после отказа таксиста самому разбираться с выяснением адреса, недоумевающему журналисту не остаётся ничего другого, кроме как за свой счёт отвезти незнакомку в снимаемую им скромную холостяцкую квартирку.
Необычные обстоятельства приводят Анну в восторг. Готовясь ко сну, она нечаянно ставит Брэдли в тупик, когда, привыкшая к заботам служанок, просит его помочь ей раздеться. Озадаченный репортёр оставляет её ненадолго одну, а вернувшись, обнаруживает, что вопреки его указаниям, девушка улеглась на его кровати, и перекладывает Анну на поставленную рядом кушетку. Исполняется высказанная ею накануне перед сном во дворце озорная мечта поспать в (мужской) пижаме — Джо приходится отдать ей свою. Тем временем, об исчезновении наследницы трона узнают в посольстве.
Проснувшись утром, Джо обнаруживает, что проспал пресс-конференцию принцессы. Он отправляется к своему боссу мистеру Хеннесси и сообщает, что якобы только что взял у неё интервью. Хеннесси с иронией уличает его в обмане, сообщив, что объявлено о внезапной болезни её высочества и отмене всех мероприятий с её участием. Брэдли видит фотографию Анны в газете и узнаёт в принцессе таинственную незнакомку, которая в данный момент спит у него дома. Он моментально понимает, что в его руках — настоящая сенсация.
Брэдли возвращается к себе и, пока принцесса принимает ванну, созванивается со своим приятелем, фотографом Ирвином Радовичем на предмет фотоснимков для своего будущего эксклюзивного материала. Искупавшись, Анна, по-прежнему очарованная ощущением свободы, прощается с Брэдли и, попросив у него немного денег, отправляется гулять по оживлённым улицам Рима. Репортёр тайно следует за ней. Анна заходит в парикмахерскую, где сразу обративший внимание на её юную красоту молодой обходительный мастер делает ей короткую стрижку, с помощью которой она, преобразившись внешне, ещё больше отдаляется от торжественного идеала царственности. Затем она сталкивается с Джо, который делает вид, будто эта встреча случайна.
Остаток дня они проводят вместе, разговаривая и гуляя по городу, а тем временем агенты службы безопасности ведут активные поиски пропавшей. В кафе, где Анна выкуривает свою первую сигарету, к ним присоединяется Ирвин и фотографирует девушку камерой, замаскированной под зажигалку. Далее Анна и Джо совершают поездку на мотороллере, осматривая римские достопримечательности. Их останавливает полиция, но Джо придумывает ловкую отговорку — якобы они спешат в церковь, чтобы пожениться. Вечер они проводят на танцплощадке на воде, и к тому времени Джо незаметно для себя самого влюбляется в эту живую и непосредственную девушку. Оказывается там и молодой парикмахер, который потом поможет героине убежать от «людей в чёрном», посланных на её поиски.
На танцплощадке пару внезапно обнаруживают агенты службы безопасности, прилетевшие утром по вызову посла. Один из них хватает принцессу за руку и пытается увести её к машине. Джо отказывается отпустить Анну, а она в свою очередь, отбросив королевское достоинство, бьёт агента гитарой по голове. Джо сталкивают в воду, Анна прыгает за ним, и они вплавь добираются до берега. Оказавшись на суше, они целуются и понимают, что отчаянно влюбились друг в друга. Затем они возвращаются в апартаменты Брэдли. Услышав по радио сообщение о том, что подданные её государства встревожены болезнью принцессы, Анна осознаёт, что рано или поздно должна будет оставить возлюбленного и вернуться к своим обязанностям. Джо провожает опечаленную принцессу до ворот посольства.
Ввиду своего увлечения, Джо принимает решение не публиковать статью о принцессе. Его коллеги в недоумении — босс считает, что Брэдли лукавит и таким образом пытается поднять цену на материал, а Ирвин, показав другу проявленные фотографии, — прямо заявляет, что тот сошёл с ума, выпуская из рук такую сенсацию. Фильм заканчивается невесёлой сценой пресс-конференции, на которой среди прочих журналистов Анна замечает Ирвина и Джо. На пресс-конференции она словно обращается напрямую к Джо, вкладывая в свои слова двойной смысл — так, на вопрос о том, какой город из всей поездки ей понравился больше всего, Анна вопреки подсказкам советников говорит, что никогда не забудет Рим и будет до конца жизни хранить память о нём. В конце пресс-конференции принцесса решает познакомиться с журналистами. В процессе знакомства Ирвин дарит Анне конверт с компрометирующими фотографиями. Она прощается с журналистами, и хотя на лице её сияет широкая улыбка, в глазах стоят слёзы.

## В ролях
| Актёр             | Роль                                                     |
| ----------------- | -------------------------------------------------------- |
| Грегори Пек       | корреспондент «American News Service» Джо Брэдли         |
| Одри Хепбёрн      | принцесса Анна                                           |
| Эдди Альберт      | фотограф Ирвин Радович                                   |
| Харкурт Уильямс   | посол в Италии от страны, где правит отец Анны           |
| Маргарет Роулингс | фрейлина принцессы Анны графиня Вереберг                 |
| Туллио Карминати  | генерал Провно                                           |
| Ханс Хинрих       | доктор Боннаховен                                        |
| Альфредо Риццо    | водитель такси                                           |
| Лаура Солари      | секретарша мистера Хеннесси                              |
| Хартли Пауэр      | главный редактор «American News Service» мистер Хеннесси |
| Клаудио Эрмелли   | смотритель в доме Джованни                               |
| Паола Борбони     | уборщица в квартире Брэдли                               |
| Горелла Гори      | уличная продавщица обуви                                 |
| Паоло Карлини     | парикмахер Марио Делани                                  |

Эпизод без слов фотомодели Франчески в доме Радовича сыграла популярная в то время в Италии актриса финского происхождения Таня Вебер.
В массовой сцене в начале фильма на приёме в посольстве играют в том числе и реальные представители знати, например, Хари Сингх (представлен под своим именем).
В массовой сцене в конце фильма, когда принцесса желает познакомиться с журналистами, играют реальные журналисты, работавшие в то время в Риме. Они представляются под своими же именами и от имени своих газет, например, Хулио Морионес из испанской «La Vanguardia» или Морис Монтабр из французской «Le Figaro». Условия этого продакт-плейсмента неизвестны.

## Награды и номинации
Наиболее щедрым на награды был 1954 год. На 26-й церемонии вручения наград премии «Оскар», состоявшейся 25 марта в голливудском театре «Pantages», «Римские каникулы» были включены сразу в десять номинаций, включая и «Лучший фильм года». Однако главная кинопремия была отдана фильму «Отныне и во веки веков» Фреда Циннемана. «Римские каникулы» получили три «Оскара»:
- Лучший литературный первоисточник — Далтон Трамбо
- Лучший дизайн костюмов (чёрно-белый фильм) — Эдит Хэд
- Лучшая женская роль — Одри Хепбёрн

Одри Хепбёрн в вечер церемонии играла на Бродвее в «Ундине» и успела после финального занавеса к награждению благодаря ожидавшему её полицейскому эскорту на мотоциклах. В тот же год её ждали премия «Золотой глобус» за лучшую женскую драматическую роль и звание лучшей британской актрисы на 7-й церемонии BAFTA.
В 1999 году «Римские каникулы» внесены в Национальный реестр фильмов, «имеющих особое культурное, историческое или эстетическое значение».
В 2002 году Американский институт киноискусства поставил «Римские каникулы» на 4-е место в своём списке «100 самых страстных американских фильмов за 100 лет». В 2008 году этот же институт поставил фильм на 4-е место в десятке лучших романтических комедий в списке «10 лучших американских фильмов в 10 классических жанрах».

### История наград за сценарий
Не в наших силах стереть ошибки и страдания прошлого. Но мы можем что-то восполнить и обязаться не стать вновь жертвами грозной силы страха и самоцензуры — пусть это скорее надежда, нежели обязательство. И мы можем наконец выразить признательность там, где она запоздала.
Так как имя включённого в «Чёрный список Голливуда» Далтона Трамбо нигде тогда не называлось, автором литературного сценария был заявлен Ян Мак-Леллан Хантер, которому и вручили награду. Только в 1993 году, уже после смерти обоих, Академия официально объявила Далтона Трамбо истинным обладателем «Оскара». К тому времени уже не было ни самой номинации (в 1958 году заменена на «За лучший оригинальный сценарий»), ни автора (Далтон Трамбо скончался в 1976 году). Однако Академия не стала делать никаких дополнительных посмертных награждений. Так как на момент церемонии и номинант, и номинация присутствовали, в официальную летопись награждений «Оскаром» были внесены изменения, и с 1993 теперь там стоит только имя Трамбо, как если бы это случилось прямо тогда, в 1954 году. Вдове Трамбо, Клео, была вручена копия статуэтки.
За месяц до церемонии «Оскар», в феврале, прошли традиционные награждения премиями Гильдии сценаристов США. Премию за лучший сценарий комедии также получил Ян Мак-Леллан Хантер и соавтор режиссёрского сценария «Римских каникул» Джон Дайтон. Только в декабре 2011 года Гильдия сценаристов США окончательно завершила эту историю эпохи маккартизма. В официальные описания фильма и в титры восстановленных версий было внесено имя Далтона Трамбо как автора литературного сценария. Он же, а также Ян Мак-Леллан Хантер и Джон Дайтон, теперь указываются как соавторы режиссёрского сценария.

## История создания

### Сценарий к фильму
В начале 1930-х годов  Альфред Хичкок хотел «экранизировать рассказ графини Рассел  о некоей принцессе, улизнувшей с королевского двора и проведшей полмесяца, полных удовольствий и приключений, с человеком из народа»,  о чём  он позднее рассказывал Франсуа Трюффо.
Изначально историю про принцессу-беглянку и опекающего её случайного попутчика задумал Фрэнк Капра, хотевший после войны повторить в собственной студии «Liberty Films» громкий успех своего же фильма «Это случилось однажды ночью» 1934 года. Имея теперь имя и ресурсы, он планировал пригласить в «королевский ремейк» на женскую роль Элизабет Тейлор, а на мужскую — Кэри Гранта. Капра связался со сценаристом Яном Хантером, а тот передал заказ на первичный вариант сценария (и деньги за работу) опальному сценаристу Далтону Трамбо. Трамбо уже находился под расследованием Комиссии по расследованию антиамериканской деятельности (HUAC), и его имя нигде в контрактах официально не называлось.
Однако первый фильм «Liberty Films» — «О положении страны» («State of the Union», 1948) — провалился в прокате, финансовые проблемы студии продолжали нарастать, и в конце концов Капра продал всё имущество, включая сценарии и их наброски, «Paramount Pictures». Капра был готов осуществить замысел и по заказу нового владельца, но студия испытывала нехватку средств и поставила жёсткие финансовые условия: бюджет строго до 1,5 млн $. Это означало отказ от исключительно звёздного состава и, главное, отказ от значительно более дорогих цветных съёмок в пользу чёрно-белого фильма. Режиссёра такие условия не устраивали. Ходили слухи, что ему кроме того стал известен истинный автор сценария, и он не хотел связываться со сценаристом из чёрного списка.
За реализацию сценария взялся Уильям Уайлер, получивший в 1947 «Оскара» как раз за чёрно-белый фильм «Лучшие годы нашей жизни». Трамбо к тому времени был в «голливудской десятке» чёрного списка, отсидел 11 месяцев в федеральной тюрьме «за неуважение к Конгрессу», покинул США и проживал в Мехико. Поэтому для сопровождения режиссёрского сценария и внесения оперативных изменений был нанят киносценарист Джон Дайтон. Он и оставался с группой до конца съёмок. Уже в Италии к работе над сценарием были привлечены такие мастера, как Эннио Флайано и Сузо Чекки д’Амико, которая вспоминала, что они «всё переписали с самого начала, так как наша цензура зарубила американский экземпляр, в котором весьма грубо высмеивалась итальянская полиция». Кроме того, по её словам, режиссёр обнаружил в римской действительности новые детали, которые можно было использовать в фильме. 

### Подбор исполнителей

#### Главная мужская роль
Роль Джо Брэдли сначала предложили Кэри Гранту, как это собирался сделать и сам Капра. Однако Грант отказался, весьма справедливо указав, что в новом сценарии очевидным центральным героем является принцесса, с мужской ролью на втором плане. Тогда роль предложили Грегори Пеку, и тот также вначале отказался по той же причине. 30 лет спустя, вспоминая о профессиональном соперничестве с Грантом, Пек с самоиронией заметил: «Каждый раз, когда мне предлагали комедийный сценарий, у меня возникало твёрдое ощущение, что до меня от него отказался Кэри Грант». Однако Уайлер ещё раз встретился с Пеком и сумел его переубедить, за что Пек всегда был ему благодарен.

#### Главная женская роль
Принцессу Анну нашли на пробах в Лондоне в лице начинающей актрисы Одри Хепбёрн, только что получившей предложение от Колетт на главную роль в пьесе «Жижи». В кинематографе её опыт ограничивался несколькими мелкими эпизодами в телепостановках и в фильме «Банда с Лавендер Хилл». По распространённой в кинематографе истории, Уайлер попросил оператора не останавливать камеру после команды «Снято!». Хепбёрн раскрепостилась и стала вести себя живо и естественно. Именно полученная таким образом кинопроба убедила режиссёра, что он нашёл свою принцессу. Единственным моментом, который хотели изменить, была фамилия актрисы: в США уже была известнейшая актриса Кэтрин Хепбёрн, и Одри предложили взять псевдоним[какой?]. Она отказалась делать это, а студия не стала настаивать.
Иногда встречается утверждение, что Хепбёрн знала про включённую камеру и лишь подыграла режиссёру. Оно происходит из якобы предсмертной автобиографии актрисы «Одри Хепбёрн. Жизнь, рассказанная ею самой». Однако эта автобиография является литературной мистификацией.

### Выбор места съёмок
Уайлер взялся за фильм при условии, что тот будет снят именно в Риме, а не на студийных декорациях. Директор «Paramount Pictures» Фрэнк Фримен сомневался в таком решении и предлагал ограничиться в Риме только общими планами, но Уайлер был непреклонен. Помимо погружения в атмосферу мест событий, были и финансовые выгоды. Снимая фильм в Италии, можно было использовать для расходов замороженные европейские счета компании: их нельзя было перевести в США, но можно было использовать для съёмок в стране. Так «Римские каникулы» стали первым голливудским фильмом, целиком снятым в Европе.

### Съёмки
К съёмкам приступили летом 1952 года и по воспоминаниям участников, они проходили в дружественной атмосфере. Уайлер максимально использовал натуру Вечного Города и позволял актёрам импровизации не по сценарию. Интерьерные съёмки также делались в настоящих дворцах, как, к примеру, финальная сцена в галерее Палаццо Колонна. Съёмки в обычных помещениях делались в павильонах римской студии «Чинечитта́».

### Принцесса Маргарет и контекст фильма
К весне 1953 года основные съёмки были завершены, шли работы по монтажу и озвучиванию. В это время неожиданные новости пришли из Великобритании. В газетах стали всё чаще появляться слухи, а затем и подтверждения этих слухов, о романе между 23-летней принцессой Маргарет и 39-летним полковником Королевских ВВС Питером Таунсендом. Герой войны, в Битве за Британию сбивший первый немецкий бомбардировщик над английской землёй, позднее получил почётную должность шталмейстера в свите короля Георга VI. Эта должность открыла ему доступ в Букингемский дворец, где он встретился с принцессой. Газеты писали, что чувства между обоими были глубокими и искренними, однако Таунсенд не был благородного происхождения и вдобавок был разведён и с двумя детьми от предыдущего брака. Для брака с ним закон и обычай требовали от Маргарет официально отречься от всех королевских прав и покинуть дворец.
Это не повторяло в точности сценарий фильма, но эмоционально было весьма близко к его сюжету. Такой поворот событий дал фильму такой промоушен, о котором никто не думал ни при написании сценария, ни при начале съёмок, но который глупо было бы игнорировать — конечно, без выпадов в сторону британской королевской семьи. В фиктивном «Новостном выпуске от Paramaunt», которым начинается фильм, в открывающей новости сказано, что Великобритания стала первой страной, куда Анна нанесла визит в рамках своего международного тура. Так одновременно зрителям намекали об известных им событиях и исключали вариант, что неназванное королевство Анны и есть Великобритания. В пресс-релизах «Paramount Pictures» затем неизменно подчёркивалось, что фильм не подразумевает никаких параллелей с реальными событиями. Тем не менее обозреватели такие параллели ясно видели, вплоть до известного портретного сходства Хепбёрн с принцессой Маргарет.
Неизвестно, смотрели ли Маргарет и Питер «Римские каникулы» и что о нём думали, если смотрели. Однако конец их собственной истории также стал похож на кинофинал. В 1955 году принцесса Маргарет официально объявила об отмене планов выйти замуж за Питера «ввиду обязанностей по отношению к своей стране». Питер покинул дворец, приняв пост военного атташе в британском посольстве в Бельгии.
Выбор Маргарет был противоположен выбору Эдуарда VIII, который в 1936 году отказался от наследования престола ради американки Уоллис Симпсон (эта история также была весьма широко известна).

### Рим в фильме

#### Архитектурные памятники
В фильме были показаны многие места Рима, широко известные и ранее 1952 года. Спящей на скамейке около Форума Джо находит принцессу Анну. На ступенях «Испанской лестницы» на фоне церкви Сантиссима-Тринита-дей-Монти днём разговаривают главные герои. Возле фонтана Треви находится парикмахерская, где Анне делают новую причёску. В Большой зальной галерее Палаццо Колонна в конце фильма Анна даёт пресс-конференцию и прощается с Джо. Ещё много других реальных мест города являются местами или фоном событий фильма. Во вступительных титрах было особо указано для исключения мыслей о студийных декорациях: «Этот фильм был полностью снят и записан в Риме, Италия». Энтузиастами и сейчас составляются отдельные туристические маршруты по городу «Римских каникул».
Небольшой загадкой остаётся Колизей. Когда в такси Джо пытается разбудить Анну и узнать её адрес, она лишь произносит «Колизей». В Колизее же, как совершенно верно отвечает шофёр такси, никто не живёт. Либо сонная Анна просто назвала то, что ей больше запомнилось из окна её комнаты, либо «Колизеем» называлась некая гостиница или палаццо, где размещалось посольство её страны.
Помимо прочего, фильм принёс всемирную известность и туристическую популярность нескольким местам, которые хоть и существовали ранее, но не были столь широко известны.

#### Виа Маргутта
Вынужденный дать какой-нибудь нормальный адрес шофёру, Джо Брэдли называет собственный: виа Маргутта, 51. Это реальная улица (итал. via Margutta) в центральной части Рима, недалеко от Пьяцца-дель-Пополо. Успех фильма связал эту небольшую улицу с кинематографом и искусством в целом. В доме № 110/113 в середине 1950-х поселились режиссёр Федерико Феллини и его жена Джульетта Мазина, о чём теперь напоминает табличка на стене дома. Сама же улица стала привлекать артистов, художников и скульпторов, что вскоре превратило её в местный небольшой богемный квартал. В том числе на этой улице дважды в год, в апреле-мае и в ноябре, проходит арт-фестиваль «Сто художников виа Маргутта» (Cento pittori via Margutta).
Сам дом № 51 является частным жилым домом, жильцы которого уже много лет предупреждают табличкой у входа в закрытый решёткой двор о недопустимости туристических визитов и съёмок. Это впрочем, не всегда останавливает поклонников. Их усилиями было установлено, что сцена на круговой лестнице в квартиру Брэдли, и вообще сцены внутри двора, снимались где-то в другом месте. Во дворе этого дома ничего похожего нет.

#### Уста истины
«Уста истины» (итал. Bocca della Verità) — большая круглая мраморная плита с вырезанным на ней бородатым лицом, вероятно, Тритона или Океана, с отверстиями на месте глаз и рта. В Древнем Риме, скорее всего, служила декоративным люком для отверстия водостока. В Средние века была прислонена к стене портика церкви Санта-Мария-ин-Козмедин. В средние же века зарождается легенда, что жена, изменившая своему мужу, потеряет руку, если вставит её в рот барельефа.
В фильме легенда трактуется в расширенном смысле: любая неправда о себе может повлечь наказание. Подобным психологическим приёмом главные герои фильма пытаются вызвать друг друга на откровенность. Именно в таком виде легенда и стала широко известна в мире, как и сами «Уста истины», с момента выхода фильма остающиеся одним из популярных туристических мест Рима.
В сцене возле Уст Джо должен был сначала напугать Анну, сымитировав, что Уста и правда откусили ему запястье. Для этого он прячет запястье в рукаве пиджака, а потом с криком выдёргивает руку из Уст. По воспоминаниям режиссёра Уильяма Уайлера, он так ранее разыграл свою дочь, а затем решил ввести в сценарий как психологически достоверный момент: ведь оба героя в этот момент знают, что неискренни друг с другом. По воспоминаниям же Грегори Пека он подсмотрел трюк с рукавом у эстрадного артиста Рэда Скелтона, установка же режиссёра была более общей: вызвать у принцессы Анны испуг за якобы наказанную ложь. В любом случае оба сходятся в том, что никто ничего не сказал Одри Хепбёрн. Поэтому её мгновенный испуг был совершенно искренним. Это была одна из немногих сцен, снятых с первого дубля.

### Поэзия

#### Название
Оригинальное название фильма Roman holiday отсылает к поэме Байрона «Чайльд-Гарольд» (1818), в которой есть строчка о гладиаторе-даке, «зарезанном на забаву Риму» (Butcher’d to make a Roman holiday!), часто опускавшаяся в переводах на русский. Это выражение стало крылатым и вошло в широкий речевой обиход британцев и американцев ещё в XIX веке в значении «удовольствие от вида страданий другого человека» (entertainment or pleasure that depends on the suffering of others). 
Русский перевод фильма не принимает во внимание эту играющую трагическими красками аллюзию и вводит зрителя в заблуждение, искажая проекцию восприятия и настраивая адресата на мелодраматический лад. Более адекватным переводом могли бы стать варианты вроде «Риму на потеху» или «Римские страдания».

### Стихи у скамейки
Разбуженная голосом Джо Брэдли, Анна, не выходя из полудрёмы, декламирует:
| В русской версии фильма: Если бы я умерла И вдруг услыхала твой голос, Моё сердце в могиле сырой От счастья бы точно забилось. | В английском оригинале: If I were dead and buried And I heard your voice, Beneath the sod My heart of dust Would still rejoice. |

Цитата не принадлежит ни одному из известных поэтов. Предполагается, что её написал сам автор сценария к фильму Далтон Трамбо.

### Китс или Шелли?
В квартире Джо Брэдли Анна читает «мою любимую поэму». Джо сразу говорит, что это Шелли, Анна же утверждает, что это цитата из Китса. Они расстаются (Джо выходит выпить кофе и дать Анне переодеться), так и не переубедив друг друга.
| В русской версии фильма: И тогда Ариадна Со своего ложа восстала Высоко, высоко в горах, На чистом белом снегу. | В английском оригинале: Arethusa arose From her couch of snows In the Acroceraunian mountains |

Здесь прав Джо Брэдли. Принцесса Анна верно цитирует, хоть и путает авторство, начало поэмы Шелли «Аретуза». В переводе Бальмонта поэма начинается так:
Аретуза проснулась,
На снегах улыбнулась,
Между Акрокераунских гор
Так попытка Анны показать свою начитанность незнакомцу удаётся не в полной мере, однако следует учесть её полусонное состояние под действием нового снотворного. Джо же демонстрирует хорошее знакомство с романтической английской поэзией начала XIX века.
Из английского оригинала видно, что переводчики фильма достаточно далеко отошли от него. Нимфу Аретузу, возлюбленную Алфея, они заменили более всем знакомой Ариадной, вовсе убрали загадочные для большинства Акрокераунские горы, ритм же передали тем же торжественным речитативом, что и в первой цитате на скамейке.
Речитатив и начала строк сближают перевод не с оригиналом Шелли, а с «„Аретузой“ Шелли в новых размерах» («Shelley’s „Arethusa“ set to new measures»), написанной поэтом бит-поколения Робертом Данкеном:
Now Arethusa from her snow couches arises,
Hi! from her Acroceraunian heights springs
Поэма Данкена была, впрочем, официально опубликована только в 1964 году, в его сборнике «Корни и Ветви» («Roots and Branches»).

## Культурное влияние и символика фильма
Из воспоминаний непосредственных участников создания фильма следует, что всё складывалось по объективным обстоятельствам и практическим соображениям. Уильям Уайлер взялся за сценарий, потому что от него отказался другой режиссёр. Европа была выбрана, чтобы использовать замороженные счета компании, иметь бесплатные городские виды и недорогую массовку. Кроме того, достаточно продолжительная работа за рубежом освобождала актёров от уплаты налога в США. Однако литературоведы и критики видят более глубокие смыслы в цепи событий.
Петер Крэмер считает «Римские каникулы» одним из культурных факторов формирования единой Европы: с её смесью культур разных стран и снятием мистического ореола с королевских персон, — где Голливуд вольно или невольно выступил законодателем мод и привычек нового поколения европейцев. Сам выбор Европы и Рима связывается с личностью режиссёра Уильяма Уайлера. Будучи безусловно голливудским режиссёром по месту работы и месту своего громкого успеха, Уайлер тем не менее родился и провёл юные годы в Мюльхаузене, тогда части Эльзас-Лотарингии. В годы Второй мировой войны он вновь вернулся в Европу в качестве военного киножурналиста. И объяснимо его желание покинуть на время атмосферу маккартизма и вновь вернуться в Европу. Безусловно евроинтеграционной фигурой видится исследователю и Одри Хепбёрн. С приходом славы одни критики объявляли её голландкой, другие англичанкой, одни указывали на естественность поведения, другие на аристократические корни, — и каждый был в своём праве.
Несколько кадров из ленты использовались в оформлении альбома группы «Браво» «Мода», выпущенного в 2011 году.

## Прокат и релизы

### Общие сведения
- Премьерный показ состоялся 27 августа 1953 года в Нью-Йорке, в Радио-сити-мьюзик-холле.
- В Италии прокат фильма был начат 25 февраля 1954 года, в том же году в разное время он был показан во многих странах Европы.
- Огромный и неожиданный успех у фильма был в Японии. Молодое поколение японок в это время как раз задумывалось о выходе из патриархальных рамок жизни японской женщины, и персонаж Хепбёрн стал для них моделью для подражания, вплоть до внешнего вида. И много лет спустя во время турне по Японии Уильям Уайлер удивлялся массе японок с причёсками «а-ля принцесса Анна»[8].
- В СССР фильм в дублированном переводе киностудии им. Горького вышел на экраны только в июле 1960 года, почти семь лет спустя после мировой премьеры[26].
- Для домашнего просмотра первый раз выпущен «Paramount Home Video» в 1976 году на видеокассетах форматов Betamax и VHS.
- В 2002 году в США вышло специальное коллекционное издание на DVD. Фильм был полностью восстановлен. В дополнение прилагался документальный фильм «Вспоминая Римские каникулы» (Remembering Roman Holiday) с интервью живых к тому времени участников и создателей, а также их детей.

В иноязычных версиях, включая русскую, фильм в основном сохранял исходное название в переводе на соответствующий язык. Но есть и исключения. Например, в немецкоязычных странах фильм называется «Сердце и корона» (нем. Ein Herz und eine Krone), а в испаноязычных странах Латинской Америки (но не в Испании) фильм несколько пессимистично назван «Принцесса, которая хотела жить»
(исп. La princesa que quería vivir).

### Мировой прокат
Несмотря на дождь наград для главной исполнительницы и отличную прессу, «Римские каникулы» не стали блокбастером в США. При заявленном бюджете в 1,5 миллиона долларов за первые полгода сборы составили 3 миллиона и 5 миллионов за всё время первого проката. Это достаточно скромные показатели для награждённого «Оскарами» фильма. Бо́льшая часть сборов (7 миллионов долларов) пришла от зарубежного проката, в первую очередь из Европы, где «Римские каникулы» на тот момент стали одним из самых успешных голливудских фильмов в истории. Также огромный успех сопутствовал в Японии, где фильм стал культовым для поколений японских женщин. Всего за первый прокат было собрано 12 миллионов долларов (8-кратный размер бюджета). Это не экстраординарный успех, но по меркам 1950-х вполне удачный прокат.

### Особенности проката в СССР
Помимо того, что фильм вышел в прокат спустя 7 лет после премьеры, в СССР он подвергся цензурным купюрам: при дублировании на киностудии им. Горького было удалено около 5 минут фильма. Конкретный список удалённых сцен нигде не публиковался, однако на современных восстановленных копиях их можно различить по переходу от дублирования к закадровому переводу.
Даже в цензурированном виде фильм вызывал обеспокоенность Секретариата ЦК КПСС, учитывая высокую популярность «Римских каникул» у советского кинозрителя. На закрытом совещании Идеологической комиссии ЦК КПСС по итогам 1960 года было указано, что кинотеатры в погоне за цифрами посещаемости излишне часто показывают зарубежные фильмы в ущерб советским. Идеологическая комиссия отметила:

В результате более высокими тиражами выпущены в прокат как раз те американские, английские и французские кинокартины, в которых в приукрашенном свете показывается буржуазный образ жизни. Тиражи таких буржуазных фильмов, проникнутых неприемлемыми для нас идеями, как «Римские каникулы» — 1157 копий, «12 девушек и один мужчина» — 1304 копии, «Мистер Питкин в тылу врага» — 1350 копий, «Бабетта идет на войну» — 1367 копий, превышали тиражи <…>
Американский фильм «Римские каникулы» только на двух крупных площадках был показан 40 раз, и его просмотрело 250 955 человек.

По сравнению с иными западными фильмами можно считать, что «Римские каникулы» шли в СССР в нетронутом виде. В любом случае ни США, ни СССР на тот момент не являлись членами Бернской конвенции и не делали взаимных отчислений за показ фильмов, поэтому непосредственно на финансовые показатели «Paramount Pictures» успех в СССР не влиял.

## Ремейки

### Кинематограф
В 1987 году в США вышел одноимённый цветной телефильм-ремейк студии «Paramount Television». Роль принцессы исполнила Кэтрин Оксенберг (по фильму её зовут Элиза, а не Анна). Роль Джо Брэдли исполнил Том Конти. Принцессу в этот раз играла настоящая особа королевской крови: Кэтрин — дочь принцессы Елизаветы из рода Карагеоргиевичей. Фильм получил сдержанные оценки. При практически дословном следовании оригиналу он был снят в Лиссабоне или на искусственных декорациях, а не в Риме. Джо Брэдли теперь мечтает не «уехать в Нью-Йорк и начать работать в настоящей газете», а добыть достаточно денег, бросить работу и уехать на Корфу. По мнению критика, эти и иные детали делают телефильм ни травелогом, ни близкой к оригиналу по эмоциональности картиной.
Другой критик относит проблемы с попытками ремейка не к игре актёров или работе режиссёра, а к изменившемуся миру и восприятию зрителей:

В начале 1950-х ещё можно было верить в принцесс под столь жёстким контролем, что те не имели никакой собственной жизни. Этот стереотип значительно менее убедителен в эпоху леди Ди, Ферги и Стефани. И когда принцесса в исполнении Оксенберг мило спрашивает, как едят пиццу, она выглядит не столько изолированной от жизни, сколько слегка замедленной в умственном развитии.

В 2008 году в России вышел фильм-ремейк «Всё могут короли» студии «НТВ-кино». Действие фильма перенесено в Санкт-Петербург, куда приезжает принцесса Мария (Елена Полякова) и где с нею встречается журналист Макс Шальнов (Гоша Куценко). Как и в случае с американским ремейком, качество фильма было названо несравнимым с оригиналом: ни по раскрытию сюжета, ни по игре актёров.
Иногда к ремейкам причисляют и итальянскую комедию 1981 года «Безумно влюблённый», хотя её сюжет про водителя автобуса Чиккини (Адриано Челентано) и принцессу Кристину из крошечного королевства Сан-Тулип (Орнелла Мути) лишь в самых общих чертах напоминает «Римские каникулы».

### Театр
- В 2001 году режиссёр Пол Блэйк поставил мюзикл «Римские каникулы» по сюжету знаменитого фильма. Для музыкальных номеров он использовал музыку и песни Коула Портера (1891—1964), которые ему удалось удачно вписать в сюжет. В мюзикл вошли такие известные хиты прошлых лет, как «Begin the Beguine», «You’d be so easy to love», «Ev’ry time we say goodbye». Премьера состоялась в летний сезон 2001 года на St. Louis MUNY, сцене под открытым небом в Сент-Луисе. Затем мюзикл был на долгое время поставлен на полку[33].
- В 2012 году в Театре Гатри была сделана новая постановка того же мюзикла. В первых постановках принцессу поёт и играет Лаура Оснес (Laura Osnes), затем партия перешла к Стефани Ротенберг (Stephanie Rothenberg)[33].
- С момента появления фильм остаётся культовым в Японии. Только новые дублированные переводы с привлечением лучших японских артистов делались пять раз (1972, 1979, 1992, 1994, 2004). Ставятся драматические постановки в театрах и мюзикл «Римские каникулы» (яп. ローマの休日), в котором партию принцессы Анны в 2010—2012 годах с успехом исполняла японский идол Саяка Акимото.

## Авторские права
Изначально права на показ принадлежали «Paramount Pictures». В 1993 году компания продала исключительные права на примерно 300 своих фильмов, включая «Римские каникулы», Теду Тёрнеру, и теперь те принадлежат его каналу Turner Classic Movies (TCM).
Оригинальный английский трейлер 1953 года считается находящимся в общественном достоянии, так как он был опубликован до 1978 года (год начала действия поправок в законы) и без регистрации в Офисе по авторским правам США, и без знака копирайта.
В Японии до 2004 года срок защиты авторских прав составлял 50 лет. Он был расширен до 70 для гармонизации с текущей мировой практикой, но только для тех произведений, которые оставались под защитой на 1 января 2004 года. В результате целый ряд американских фильмов, опубликованных в Японии в 1953 году и ранее, оказались в этой стране в общественном достоянии. Такая ситуация вызвала резкие протесты американских компаний и в 2007 году дошла до Верховного суда Японии. Тем не менее и на 2012 год никаких окончательных решений принято не было, и фильм «Римские каникулы» на территории Японии можно считать находящимся в общественном достоянии.